# Sahra Wagenknecht
Sahra Wagenknecht (ur. 16 lipca 1969 w Jenie jako Sarah Wagenknecht) – niemiecka polityk i ekonomistka, wiceprzewodnicząca partii Die Linke (2010–2014) i przewodnicząca jej frakcji poselskiej (2015–2019), założycielka Sojuszu Sahry Wagenknecht (BSW), posłanka do Parlamentu Europejskiego VI kadencji (2004–2009), posłanka do Bundestagu (2009–2025).

## Życiorys
Córka Niemki i Irańczyka; ojciec wrócił do Iranu, gdy miała trzy lata. Pisownię imienia zmieniła już w trakcie zasiadania w Bundestagu. W pierwszej połowie lat 90. studiowała filozofię i literaturę niemiecką na uczelniach w Jenie, Berlinie i Groningen. W 2012 doktoryzowała się w zakresie ekonomii na Uniwersytecie Technicznym w Chemnitz na podstawie rozprawy dotyczącej decyzji oszczędnościowych i podstawowych potrzeb w krajach rozwiniętych.
W 1989 wstąpiła do Socjalistycznej Partii Jedności Niemiec. Od 1991 należała do Platformy Komunistycznej w ramach Partii Demokratycznego Socjalizmu. W latach 1991–1995 zasiadała w zarządzie krajowym PDS. W 1998 bez powodzenia kandydowała do Bundestagu (uzyskała 3,25% głosów w okręgu). Od października 2000 ponownie wchodziła do zarządu krajowego PDS. W 2010 została wiceprzewodniczącą Die Linke, pełniła tę funkcję do 2014.
W wyborach w 2004 uzyskała mandat posłanki do Parlamentu Europejskiego. Zasiadała w grupie Zjednoczonej Lewicy Europejskiej i Nordyckiej Zielonej Lewicy, pracowała w Komisji Gospodarczej i Monetarnej.
W wyborach w 2009, 2013, 2017 i 2021 była wybierana na posłankę do Bundestagu.
W 2017 obok Dietmara Bartscha była głównym kandydatem swojego ugrupowania. W latach 2015–2019 przewodniczyła frakcji poselskiej partii. W 2022 w trakcie inwazji Rosji na Ukrainę publicznie krytykowała sankcje nakładane na Rosję.
W październiku 2023 ogłosiła odejście z Die Linke i założenie ruchu politycznego pod nazwą Sojusz Sahry Wagenknecht. Zadeklarowała także zamiar założenia nowej partii mającej mieć w założeniu konserwatywne poglądy społeczne i socjalistyczne poglądy na temat gospodarki. Łącznie z nią dotychczasową frakcję opuściło 10 z 38 posłów. Nowa partia pod nazwą Sojusz Sahry Wagenknecht została powołana w styczniu 2024. Jej ugrupowanie z wynikiem 4,97% głosów nie osiągnęło progu wyborczego w wyborach w 2025, tracąc poselską reprezentację.

## Życie prywatne
Dwukrotnie zamężna. W 2014 jej drugim mężem został współzałożyciel Die Linke Oskar Lafontaine, z którym związała się w 2011.